# Gemachtigden van den Leider
Gemachtigden van den Leider waren personen die gedurende het bestaan van de Nationaal-Socialistische Beweging (NSB) door haar leider, Anton Mussert gemachtigd waren om op bepaalde terreinen namens hem op te treden.
Hoewel de 'Gemachtigden' door Mussert waren gemachtigd namens hem op te treden, betekent dat niet dat het hen vrij stond naar eigen goeddunken te handelen. Hun mandaat was beperkt, en de oorzaak daarvan was gelegen in de machtsstructuur van de NSB. Zij was namelijk geen politieke partij, maar een stichting. Op 14 december 1931 was de NSB voor de eerste keer naar buiten getreden met een zogeheten oprichtingsvergadering in Utrecht, maar daaraan lag geen officiële handeling ten grondslag. Die vond pas plaats op 4 november 1932, toen Mussert bij notariële akte de stichting 'Nationaal-Socialistische Beweging in Nederland' in het leven riep. De statuten van de stichting bepaalden dat het bestuur ervan werd gevormd door één persoon: Mussert zelf, onder de titel 'Algemeen Leider'. Deze bestuurder was weliswaar statutair verplicht een 'Algemene Raad' van minstens vijf personen te benoemen, maar deze raad had geen bevoegdheid. Diezelfde statuten bepaalden namelijk: alle besluiten neemt de Algemeen Leider, al of niet de Raad gehoord hebbende. Ook kon de Algemeen Leider de leden van de Raad naar believen ontslaan en benoemen. Hieruit volgt dat de gemachtigden slechts het beleid van Mussert konden uitvoeren.
Er zijn twee soorten gemachtigden geweest. De eerste categorie werd sinds omstreeks het midden van de jaren dertig benoemd door Mussert. Zij waren belast met bepaalde beleids- en activiteitenterreinen van de NSB. De tweede categorie wordt gevormd door hen die Mussert benoemde toen hij in januari 1943 door de Duitse bezetter in de gelegenheid werd gesteld een 'Secretarie van Staat' in te richten. Dit was een soort van schaduw-kabinet zonder bevoegdheden. Mussert benoemde hen als een soort van 'ministers' die pas echt in functie zouden treden als de NSB aan de macht was gekomen. Hun functiebenamingen gelijken op ministeriële functiebenamingen, maar zij werden ook 'gemachtigde' genoemd.
De eerste categorie Gemachtigden van den Leider bestond uit:
- jonkheer mr. E.J.B.M. von Bönninghausen - gemachtigde in Bijzonderen Dienst
- A.W.J. Borggreven - gemachtigde in Bijzonderen Dienst
- C.C.A. Croin - gemachtigde voor de Artsenkamer
- J.A. Dekker - gemachtigde voor de provincie Zeeland
- dr. Tobie Goedewaagen - gemachtigde in Bijzonderen Dienst
- J.W. baron Van Haersolte van Haerst - gemachtigde voor de provincie Zuid-Holland
- A.J.W. Harloff - gemachtigde voor Indische Zaken
- H.J. Leeuwenberg - gemachtigde voor de provincie Noord-Brabant. Hij was districtsleider van de NSB in Noord-Brabant en Limburg.
- Jb. Maarsingh - gemachtigde voor de provincies Groningen en Drenthe
- M.V.E.H.J.M. graaf de Marchant et d'Ansembourg - gemachtigde voor de provincie Limburg
- Maarten Meuldijk - gemachtigde voor de Nederlandse Arbeidsdienst
- ir. F.E. Müller - gemachtigde voor de provincie Utrecht
- H.W. Müller-Lehning - gemachtigde in Bijzonderen Dienst
- S.L.A. Plekker - gemachtigde in Algemeenen Dienst
- J.W. de Ruiter - gemachtigde voor de provincie Noord-Holland
- H.A. Seyffardt - gemachtigde voor het Nederlandsch Legioen
- mr. A.J. van Vessem - gemachtigde voor Rechtskundige Aangelegenheden
- H.J. Woudenberg - gemachtigde in Bijzonderen Dienst

De tweede categorie Gemachtigden van den Leider bestond uit:
- jonkheer D. de Blocq van Scheltinga - Chef van het Kabinet
- dr. J.H. Carp - Hoofd der Secretarie van Staat
- Cornelis van Geelkerken - gemachtigde voor Binnenlandse Zaken en Nationale Veiligheid
- prof. mr. dr. Robert van Genechten - gemachtigde voor Onderwijs, Kunsten en Wetenschappen
- dr. Dirk Hannema - gemachtigde voor het Museumwezen
- dr. ing. Willem Herweijer - gemachtigde voor de Nederlandsche Omroep
- dr. Koenraad Keyer - gemachtigde voor Volksgezondheid
- F.H.M. Ouwerling - gemachtigde voor het Bibliotheekwezen
- F.E. Posthuma - gemachtigde voor Landbouw en Visserij, tot zijn liquidatie op 3 juni 1943
- Cornelis van Ravenswaay - gemachtigde voor Sociale Zaken
- mr. H. Reydon - gemachtigde voor Volksvoorlichting
- E.J. Roskam - gemachtigde voor de Landstand en bedrijfschappen op Landbouwgebied
- Petrus Fokkes Tammens - gemachtigde voor Landbouw en Visserij, als opvolger van F.E. Posthuma[1]
- mr. M.M. Rost van Tonningen - gemachtigde voor Financiën, Bankwezen, Bijzondere Economische Zaken en de Nederlandsche Oost-Compagnie
- ing. W.L.Z. van der Vegte - gemachtigde voor Waterstaat en Verkeer
- F.W. van Vloten - gemachtigde voor de Nederlandsche Volksdienst
- H.J. Woudenberg - gemachtigde voor het Nederlandsch Arbeidsfront

 Portaal: Fascisme en nationaalsocialisme in Nederland · Fascisme · Nationaalsocialisme